# Riccardo Plantageneto, I duca di York
Riccardo Plantageneto (Shrewsbury, 17 agosto 1473 – Londra, 1483) fu duca di York dal 1474 e poi duca di Norfolk dal 1481 fino alla sua morte.
Riccardo, dopo che lo zio Riccardo di Gloucester lo aveva alloggiato negli appartamenti reali nella torre di Londra assieme al fratello, Edoardo V, re d'Inghilterra, fu dichiarato figlio illegittimo del re Edoardo IV, ed è passato alla storia come uno dei principi nella Torre, che dopo l'estate del 1483 non furono mai più visti vivi.

## Biografia

### Infanzia
Era figlio del re d'Inghilterra Edoardo IV e di Elisabetta Woodville, figlia di Richard Woodville, o Wydeville, primo conte Rivers, e di Giacometta di Lussemburgo (discendente del re Giovanni d'Inghilterra) e vedova del duca di Bedford, Giovanni Plantageneto.
Riccardo nacque il 17 agosto 1473 a Shrewsbury, quando ormai suo padre aveva avuto il sopravvento su Enrico VI, morto nel 1471, nella guerra delle due rose.

### Duca di York e Norfolk
Nel 1474, Riccardo venne creato Duca di York, inaugurando l'usanza che il secondogenito di casa reale fosse duca di York.
Nel 1478, Riccardo, quando aveva 5 anni, si era fidanzato con l'unica figlia sopravvissuta di John di Mowbray, duca di Norfolk Anna di Mowbray, contessa di Norfolk, che aveva anche lei 5 anni e che aveva ereditato le terre paterne nel 1476. Nel 1481, a Riccardo fu riconosciuto il titolo di Duca di Norfolk.

### Consiglio di Reggenza
Ai primi di aprile del 1483, Edoardo IV, sul letto di morte, istituì un Consiglio di Reggenza che aiutasse il suo figlio ed erede: a capo del Consiglio pose suo fratello Riccardo di Gloucester (nominato Lord Protettore d'Inghilterra), ed esso comprendeva la regina ed i suoi parenti. Costoro erano odiati da gran parte della nobiltà a causa dell'avidità di cui avevano dato prova durante il regno della sorella: nulla avevano lasciato di intentato per depredare il tesoro regio ed ottenere feudi e titoli. Ora, con un re così giovane e quindi debole, si temeva che avrebbero continuato, portando l'Inghilterra alla rovina. 
Alla morte del padre (9 aprile 1483), Riccardo si trovava nel palazzo di Westminster con la madre e le sorelle, mentre il giovane re suo fratello risiedeva ancora nel castello di Ludlow, in Galles, dove era stato mandato con lo zio materno Antonio Woodville, conte di Rivers fin dall'età di due anni. Riccardo di Gloucester fu informato della morte del re Edoardo IV suo fratello e di essere stato da lui nominato Lord Protettore da William Hastings, non dalla regina vedova, che cercò invece di anticipare l'arrivo di Gloucester nella capitale incaricando il fratello lord Rivers e uno dei due figli di primo letto, Richard Grey, di portare al più presto il giovane re a Londra. 
Nonostante Rivers viaggiasse con una scorta di 2000 soldati, Gloucester con l'aiuto del cugino Enrico Stafford, duca di Buckingham riuscì a raggiungere il nipote a Stony Stratford, assumendo così il Protettorato e scortando personalmente l'erede al trono a Londra. I parenti della regina vennero arrestati per ordine del Lord Protettore. Rinchiusi nella prigione di Pontefract (detta anche Pomfret), vennero decapitati con l'accusa di aver tramato contro il Lord Protettore il 25 giugno 1483. La regina e l'altro figlio di primo letto, Thomas Grey marchese di Dorset, riuscirono a scappare, non senza prima sottrarre il tesoro reale, insieme al giovane Riccardo di York e alle altre figlie di Edoardo IV chiedendo asilo all'Abbazia di Westminster, che godeva dell'inviolabilità in quanto luogo sacro.

### Nella Torre di Londra

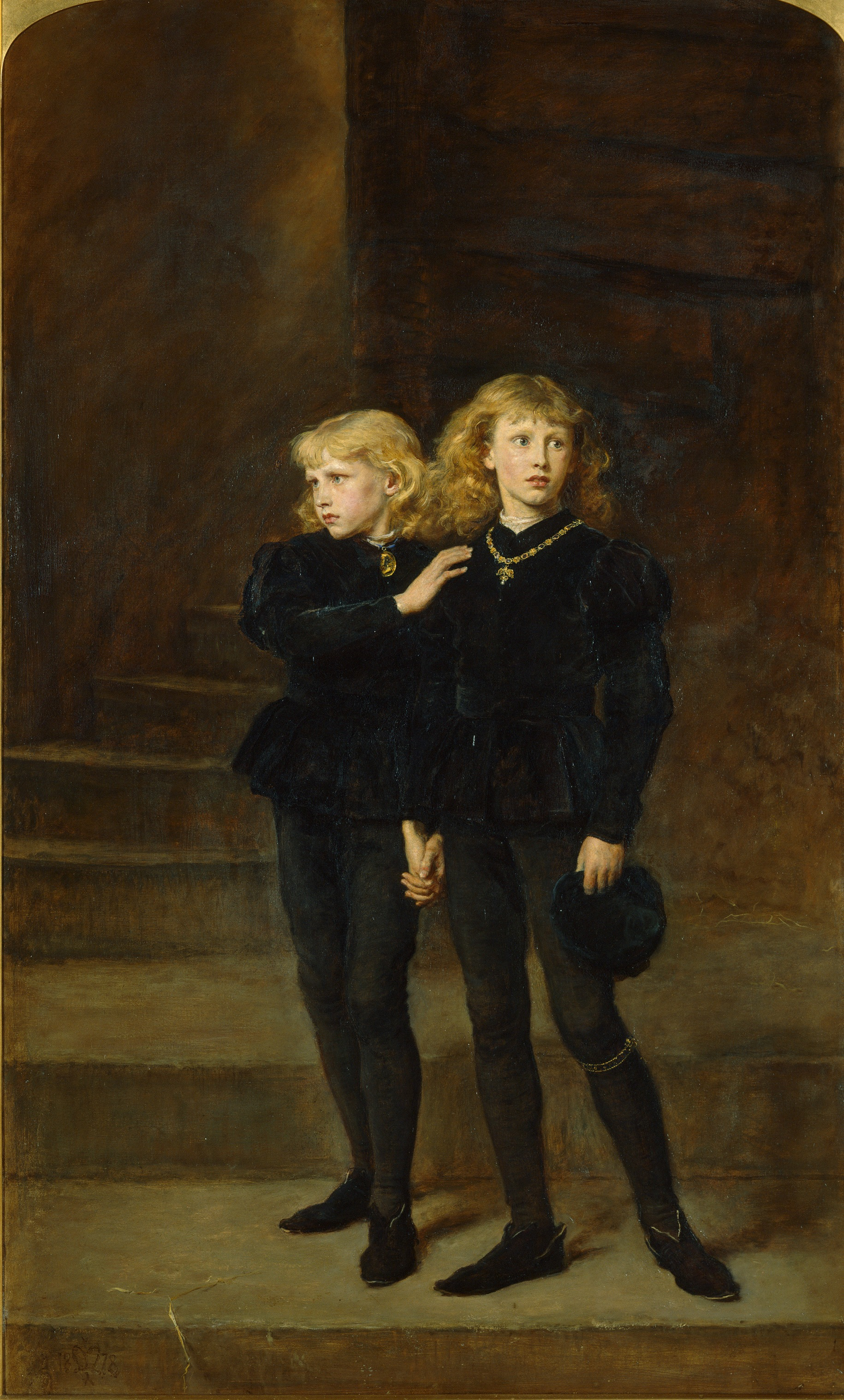
I principi Edoardo e Riccardo nella Torre, 1483 di Sir John Everett Millais

Edoardo V, dodicenne, fu inizialmente alloggiato presso l'abitazione del vescovo Lincoln, poi il consiglio propose di trasferirlo negli alloggi reali della Torre in attesa dell'incoronazione fissata per il 22 giugno, come era tradizione per i monarchi. Il fratello Riccardo di 10 anni fu rilasciato dalla madre il 16 giugno quando venne preso in custodia dall'Arcivescovo di Canterbury e Lord Howard, scortati da soldati della guardia reale arrivati su 8 barconi, per essere portato negli alloggi del fratello maggiore. Prima dell'attesa incoronazione però, Robert Stillington, vescovo di Bath, rivelò che Edoardo IV prima di incontrare Elisabeth Woodville aveva precontratto matrimonio con un'altra donna: Elisabeth Butler, figlia di Lord Talbot conte di Shrewsbury. Per il codice canonico dell'epoca il successivo matrimonio con Elisabeth Woodville era quindi nullo e i figli illegittimi, esclusi dai diritti ereditari e di successione al trono.
L'incoronazione del giovane Edoardo venne cancellata, il 22 giugno i figli di Edoardo furono dichiarati illegittimi pubblicamente durante un sermone tenutosi nella piazza antistante la chiesa di St. Paul, il 25 giugno l'assemblea dei lord e dei 3 stati del regno sottoscrisse una petizione per chiedere a Riccardo di Gloucester di accettare il trono. Riccardo venne incoronato il 6 luglio e parti per un viaggio ufficiale attraverso il regno da cui rientro solo all'inizio dell'autunno. Dopo l'agosto del 1483 i due giovani fratelli non vennero più visti giocare insieme nei giardini della Torre e con la rivolta del duca di Buckingham nell'ottobre cominciò a circolare la voce che erano stati uccisi per ordine di Riccardo III. Nacque così la leggenda dei Principi nella Torre.

### Morte

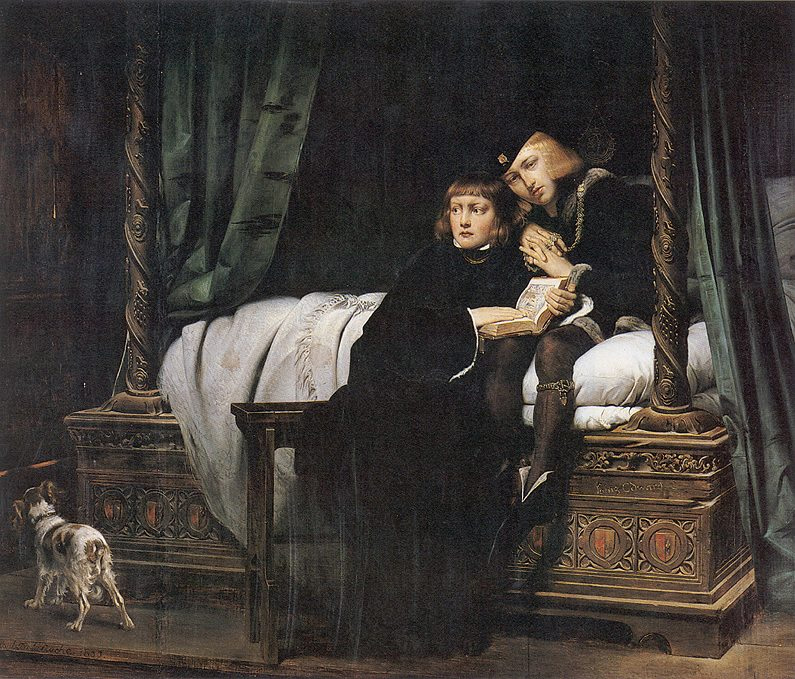
Re Edoardo V e il fratello Riccardo aspettano la fine di Sir Paul Delaroche

Secondo la tradizione si ignora la data di morte di Riccardo, così come la causa. Nel 1674, durante lavori di ristrutturazione nella Torre di Londra, ai piedi di una scala nella White Tower alcuni muratori trovarono una cassa in metallo contenente due scheletri apparentemente di bambini, uno un poco più grande dell'altro: si ritenne che fossero stati ritrovati i corpi degli sfortunati principi. Per volere di Carlo II, commosso dalla loro sventura, essi vennero sepolti con tutti gli onori nell'Abbazia di Westminster, mentre Edoardo IV e Elisabeth Woodville sono sepolti nella cappella di San Giorgio nel castello di Windsor.
In realtà la sorte dei principi nella Torre e in particolare del giovane Riccardo è molto dibattuta tra gli storici moderni. Durante il regno di Enrico VII Tudor, il nuovo re fu contestato da un giovane che per la prima volta nel 1490 alla corte della, a sua detta, zia Margherita York duchessa di Borgogna affermò ufficialmente di essere Riccardo duca di York, figlio minore di Edoardo IV. Il giovane venne riconosciuto come Riccardo di York dai principali sovrani europei e il re di Scozia che lo ospitò e finanziò per diverso tempo gli diede in sposa una sua cugina. Dopo diversi tentativi di spodestare il re Tudor, il suo esercito fu sconfitto a Taunton il 4 ottobre 1497, il giovane fu catturato e costretto sotto tortura a firmare una confessione in cui affermava di non essere Riccardo, bensì un impostore di nome Perkin Warbeck. Diversi elementi documentali, emersi anche negli archivi europei dove la censura Tudor non aveva modo di arrivare, oltre al fatto che alla moglie del re, Elisabetta di York, e alle sue sorelle non fu mai permesso di vedere il giovane che fino a prima della cattura affermava di essere loro fratello, gettano dubbi sulla versione dell'impostore fatta circolare dal re Enrico VII Tudor, che lo fece giustiziare il 23 novembre 1499 dopo il suo tentativo di fuga dalla Torre assieme a Edoardo conte di Warwick, figlio di Giorgio di Clarence..

## Titulus Regius
Appena il re ed il suo fratello Riccardo, furono rinchiusi nella Torre, furono rese pubbliche le affermazioni di Robert Stillington, vescovo di Bath, che testimoniò di avere presieduto alla cerimonia di fidanzamento tra il defunto Edoardo IV e lady Eleanor Talbot figlia del conte di Shrewsbury (pure lei deceduta), cerimonia avvenuta poco prima delle nozze tra Edoardo IV ed Elizabeth Woodville. Ai tempi secondo il diritto canonico il fidanzamento equivaleva al matrimonio: il matrimonio tra il re e la Woodville era quindi illegittimo, ed illegittimi i loro figli. Con un atto chiamato Titulus Regius, il 9 luglio 1483 costoro vennero dichiarati decaduti da ogni diritto alla corona, ed Edoardo V perse il trono. Ovviamente ora lo scettro spettava al loro zio, Riccardo, duca di Gloucester, che si fece incoronare dietro petizione del Parlamento col nome di Riccardo III.

## Ascendenza
|                                         |                             |                                       | Genitori                                   |  |  | Nonni |  |  | Bisnonni                                      |  |  | Trisnonni                            |  |
|                                         |                             |                                       |                                            |  |  |       |  |  | Riccardo Plantageneto, III conte di Cambridge |  |  | Edmondo Plantageneto, I duca di York |  |
|                                         |                             |                                       |                                            |  |  |       |  |  | Riccardo Plantageneto, III conte di Cambridge |  |  | Edmondo Plantageneto, I duca di York |  |
|                                         |                             | Isabella di Castiglia                 |                                            |  |  |       |  |  | Riccardo Plantageneto, III conte di Cambridge |  |  |                                      |  |
| Riccardo Plantageneto, III duca di York |                             |                                       |                                            |  |  |       |  |  | Riccardo Plantageneto, III conte di Cambridge |  |  |                                      |  |
|                                         |                             | Anna Mortimer                         | Ruggero Mortimer                           |  |  |       |  |  |                                               |  |  |                                      |  |
|                                         |                             | Anna Mortimer                         | Ruggero Mortimer                           |  |  |       |  |  |                                               |  |  |                                      |  |
|                                         |                             | Anna Mortimer                         | Alianore Holland                           |  |  |       |  |  |                                               |  |  |                                      |  |
| Edoardo IV d'Inghilterra                |                             | Anna Mortimer                         |                                            |  |  |       |  |  |                                               |  |  |                                      |  |
|                                         |                             | Ralph Neville, I conte di Westmorland | John Neville                               |  |  |       |  |  |                                               |  |  |                                      |  |
|                                         |                             | Ralph Neville, I conte di Westmorland | John Neville                               |  |  |       |  |  |                                               |  |  |                                      |  |
|                                         |                             | Ralph Neville, I conte di Westmorland | Maud Percy                                 |  |  |       |  |  |                                               |  |  |                                      |  |
| Cecilia Neville                         |                             | Ralph Neville, I conte di Westmorland |                                            |  |  |       |  |  |                                               |  |  |                                      |  |
|                                         |                             | Joan Beaufort                         | Giovanni Plantageneto, I duca di Lancaster |  |  |       |  |  |                                               |  |  |                                      |  |
|                                         |                             | Joan Beaufort                         | Giovanni Plantageneto, I duca di Lancaster |  |  |       |  |  |                                               |  |  |                                      |  |
|                                         |                             | Joan Beaufort                         | Katherine Swynford                         |  |  |       |  |  |                                               |  |  |                                      |  |
| Riccardo Plantageneto, I duca di York   |                             | Joan Beaufort                         |                                            |  |  |       |  |  |                                               |  |  |                                      |  |
|                                         | Richard Woodville di Rivers | …                                     |                                            |  |  |       |  |  |                                               |  |  |                                      |  |
|                                         | Richard Woodville di Rivers | …                                     |                                            |  |  |       |  |  |                                               |  |  |                                      |  |
|                                         | Richard Woodville di Rivers | …                                     |                                            |  |  |       |  |  |                                               |  |  |                                      |  |
| Richard Woodville                       | Richard Woodville di Rivers |                                       |                                            |  |  |       |  |  |                                               |  |  |                                      |  |
|                                         |                             | Joan Bedlisgate                       | Thomas Bittlesgate di Knightstone          |  |  |       |  |  |                                               |  |  |                                      |  |
|                                         |                             | Joan Bedlisgate                       | Thomas Bittlesgate di Knightstone          |  |  |       |  |  |                                               |  |  |                                      |  |
|                                         |                             | Joan Bedlisgate                       | …                                          |  |  |       |  |  |                                               |  |  |                                      |  |
| Elisabetta Woodville                    |                             | Joan Bedlisgate                       |                                            |  |  |       |  |  |                                               |  |  |                                      |  |
|                                         |                             | Pietro I di Lussemburgo-Saint Pol     | Giovanni di Saint-Pol                      |  |  |       |  |  |                                               |  |  |                                      |  |
|                                         |                             | Pietro I di Lussemburgo-Saint Pol     | Giovanni di Saint-Pol                      |  |  |       |  |  |                                               |  |  |                                      |  |
|                                         |                             | Pietro I di Lussemburgo-Saint Pol     | Margherita d'Enghien                       |  |  |       |  |  |                                               |  |  |                                      |  |
| Giacometta di Lussemburgo               |                             | Pietro I di Lussemburgo-Saint Pol     |                                            |  |  |       |  |  |                                               |  |  |                                      |  |
|                                         |                             | Margherita del Balzo                  | Francesco I del Balzo                      |  |  |       |  |  |                                               |  |  |                                      |  |
|                                         |                             | Margherita del Balzo                  | Francesco I del Balzo                      |  |  |       |  |  |                                               |  |  |                                      |  |
|                                         |                             | Margherita del Balzo                  | Sveva Orsini                               |  |  |       |  |  |                                               |  |  |                                      |  |
|                                         |                             | Margherita del Balzo                  |                                            |  |  |       |  |  |                                               |  |  |                                      |  |